# I Feed You My Love
A I Feed You My Love (magyarul: Táplállak szerelmem) egy dal, amely Norvégiát  képviselte a 2013-as Eurovíziós Dalfesztiválon. A norvég származású Margaret Berger adta elő angolul Malmőben, először a május 16-ai elődöntőben.

## Az Eurovíziós Dalfesztivál

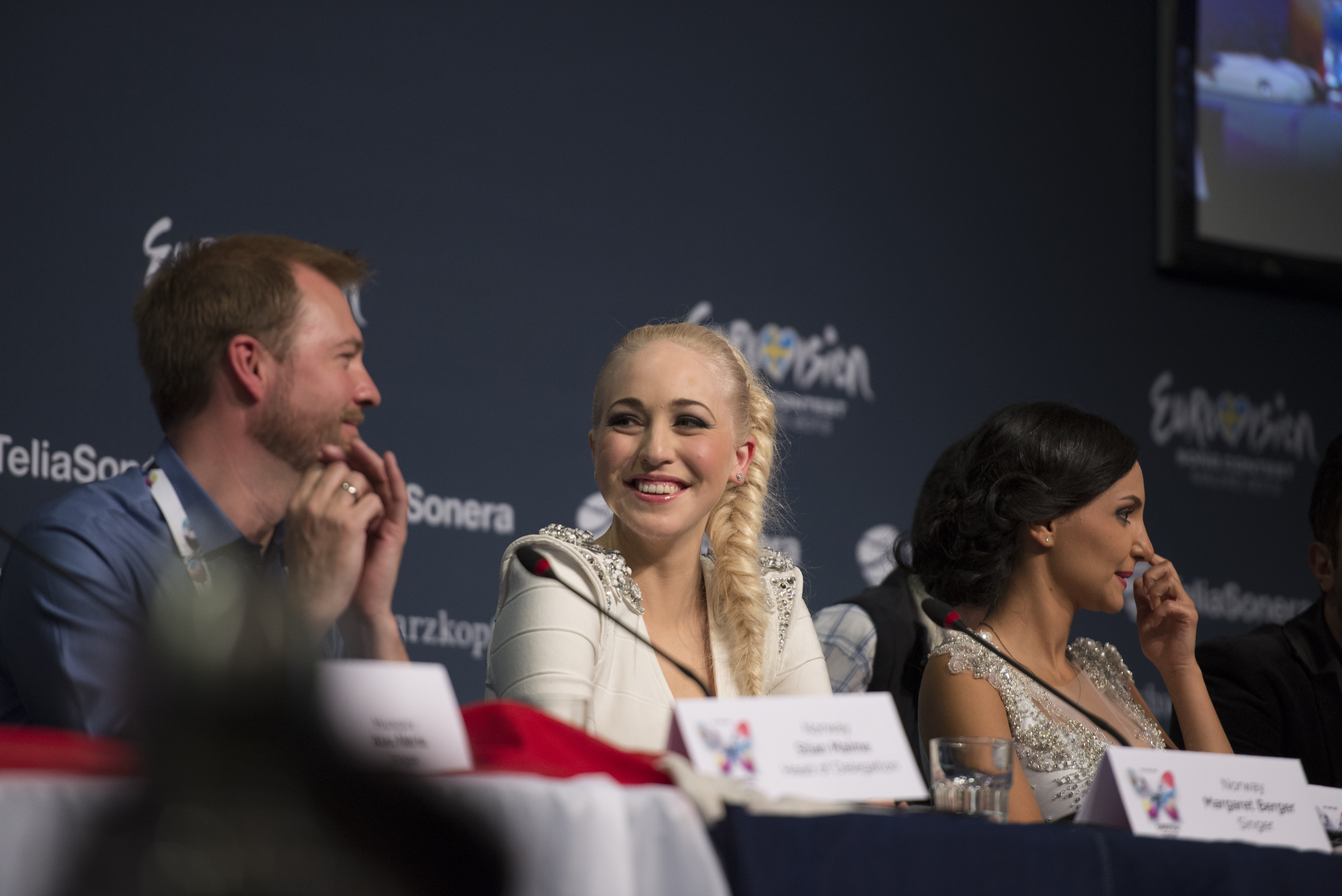
Margaret Berger a sajtótájékoztatón

A dal a 2013. február 9-én rendezett norvég nemzeti döntőben nyerte el az indulás jogát. A döntőben a nézők és a zsűri szavazatai alapján derült ki a végeredmény. A dal 102 032 ponttal az első helyen végzett, ami a tízfős döntőben elegendő volt a győzelemhez.
Margaret Berger az Eurovíziós Dalfesztiválon a dalt először a május 16-án megrendezett második elődöntőben adta elő, a fellépési sorrendben tizenharmadikként a magyar ByeAlex Kedvesem című dala után, és az albán Adrian Lulgjuraj és Bledar Sejko Identitet című dala előtt. Az elődöntőben 120 ponttal a 3. helyen végzett, így továbbjutott a döntőbe.
A május 18-án rendezett döntőben a fellépési sorrendben huszonnegyedikként adta elő az olasz Marco Mengoni L’essenziale című dala után, és a grúz Nodi Tatishvili és Sopho Gelovani Waterfall című dala előtt. A szavazás során 191 pontot szerzett, három országtól begyűjtve a maximális 12 pontot. Ez a 4. helyet jelentette a huszonhat fős mezőnyben.

## Külső hivatkozások
- Dalszöveg
- A I Feed You My Love című dal előadása a norvég nemzeti döntőben